# Лужани Нови
Лужани Нови су насељено мјесто у општини Дервента, Република Српска, БиХ. Према попису становништва из 1991. у насељу је живјело 554 становника.

## Становништво
| Демографија | Демографија | Демографија |
| Година      | Становника  | Становника  |
| ----------- | ----------- | ----------- |
| 1971.       | 689         |             |
| 1981.       | 652         |             |
| 1991.       | 554         |             |
| 2013.       | 123         |             |